# Mu Coronae Australis
Mu Coronae Australis (24 Coronae Australis) é uma estrela na direção da constelação de Corona Australis. Possui uma ascensão reta de 18h 47m 44.60s e uma declinação de −40° 24′ 22.0″. Sua magnitude aparente é igual a 5.20. Considerando sua distância de 393 anos-luz em relação à Terra, sua magnitude absoluta é igual a −0.20. Pertence à classe espectral G5/G6III.